# Waaghoofdbrug
De Waaghoofdbrug is een voormalige brug in de binnenstad van de Nederlandse stad Leiden. De fietsers- en voetgangersbrug verbond het Waaghoofd aan de Aalmarkt met de Stille Rijn.

## Geschiedenis
In 1978 maakte de brug onderdeel uit van het verkeerscirculatieplan van Leiden, er lag toen een noodbrug. Pas in januari 1988 kon begonnen worden met de bouw van de brug; het budget was toen al flink opgelopen tot 710.000 gulden. Die toename was er verantwoordelijk voor dat er elders bezuinigd moest worden. Het liep uit en ook het benodigde budget liep verder op. De brug werd ontworpen door de Leidse gemeentelijke stedebouwkundige ir. Jean Piret. Begin mei werd de brug vanuit Deventer, waar zij gefabriceerd is, per oplegger naar Leiden gebracht. De firma Mammoet plaatste het brugdeel in de reeds geplaatste steunen met een 220-tons hefkraan. Ze werd op 3 juni 1988 (gelijktijdig met de Vreewijkbrug geopend. De burg had een betonnen fundering, een stalen overspanning met een houten wegdek. In 1992 sneuvelde de brug bijna toen een nieuw verkeerscirculatieplan werd besproken in de gemeenteraad. Burgemeester en wethouders wezen het vervangen van de Waaghoofdbrug door een andere brug af.
De brug is in 2015 gesloopt om plek te maken voor de nieuwe Catharinabrug die de Stille Rijn verbindt met de Catharinasteeg.

## Nieuwe toekomst
De brug is opgeslagen door gemeente Leiden in de hoop een nieuwe plek te vinden in de stad. Vanwege de grote lengte van 17,9 meter is dat niet gelukt. De brug is daarom aangeboden op de website bruggenbank.nl. Daar toonde het Radboudumc uit Nijmegen interesse voor gebruik in de binnentuin van het ziekenhuis. Na een opknapbeurt in Nieuwegein heeft de brug op vrijdag 19 februari 2021 zijn nieuwe plaats ingenomen.
In de binnenstad:

Aeldisbrug ·
Alkemadebrug ·
Asschuurbrug ·
Blauwpoortsbrug ·
Blekersbrug ·
Bostelbrug ·
Catharinabrug ·
Derde Waardbrug ·
Doelenbrug ·
Doelengrachtsbrug ·
Doelenpoortsbrug ·
Dullebrug ·
Franciskanerbrug ·
Gansoordbrug ·
Gepekte Brug ·
Groenebrug ·
Groenhazenbrug ·
Grofsmederijbrug ·
Grote Havenbrug ·
Hapynionbrug ·
Helarbrug ·
Herenbrug ·
Herenpoortsbrug ·
Hogewoerdsbrug ·
Hoogeveensbrug ·
Huigbrug ·
Hulpwerfbrug ·
Jan van Houtbrug ·
Jan Vossenbrug ·
Karnemelksbrug ·
Katoenbrug ·
Kazernebrug ·
Kerkbrug ·
Kerkpleinbrug ·
Kippenbrug ·
Kleine Havenbrug ·
Kleine Paterbrug ·
Koepoortsbrug ·
Koornbrug ·
Koningsbrug ·
Kraaierbrug ·
Laatste Brug ·
Lijsbethbrug ·
Looiersbrug ·
Lourisbrug ·
Loviumbrug ·
Marebrug ·
Marepoortsbrug ·
Mecklenburgerbrug ·
Minnebroersbrug ·
Molensteegbrug ·
Morspoortbrug ·
Nassaubrug ·
Neksluisbrug ·
Nieuwsteegbrug ·
Nonnenbrug ·
Noordeindsbrug ·
Noord-Kijfbrug ·
Oranjebrug ·
Paterbrug ·
Pauwbrug ·
Poppebrug ·
Rembrandtbrug ·
Reuvensbrug ·
Rijnbrug ·
Rijnsburgerbrug ·
Scheluwbrug ·
Singelbrug ·
Sint Jansbrug ·
Sint Jeroensbrug ·
Sint Sebastiaansbrug ·
Stadsmolensluis ·
Tapijtkloppersbrug ·
Trekvaartbrug ·
Turfmarktsbrug ·
Tweede Waardbrug ·
Utrechtse Brug ·
Valkbrug ·
Van Disselbrug ·
Verversbrug ·
Vierde Waardbrug ·
Visbrug ·
Vlietbrug ·
Vreewijkbrug ·
Warmonderbrug ·
Weverbrug · 
Wijnbrug ·
Wisenniabrug ·
Wittepoortsbrug ·
Zijlpoortsbrug ·
Zuid-Kijfbrug ·
Zuidsingelbrug
Overige bruggen:

Groenhovenbrug ·
Haagbrug ·
Haagsche Schouwbrug ·
Hoflandbrug ·
Hooghkamerbrug ·
Jaagbrug ·
Jan van Goyenbrug ·
Julius Caesarbrug ·
Kanaalbrug · 
Lammebrug ·
Oud-Hortuszichtbrug ·
Trekvlietbrug ·
Schrijversbrug ·
Spanjaardsbrug ·
Spoorbrug RSK ·
Spoorbrug De Vink ·
Staatsspoorbrug ·
Stevensbrug ·
Stevenshofbrug ·
Sumatrabrug ·
Waddingerbrug ·
Wilhelminabrug ·
Wouterenbrug ·
Zijlbrug